# Laken Riley Act
«Laken Riley Act» : La Ley Laken Riley es una legislación federal estadounidense aprobada en enero de 2025 que impone la detención obligatoria de inmigrantes indocumentados acusados de ciertos delitos graves. Nombrada en memoria de Laken Riley (una estudiante universitaria asesinada en 2024), la norma modifica la sección 236(c) de la Ley de Inmigración y Nacionalidad (INA) para ampliar los “casos prioritarios” de detención. En su versión final (aprobada como S.5 en el 119.º Congreso y sancionada el 29 de enero de 2025. 
incluye, además, dos enmiendas: la enmienda Cornyn, que agrega los ataques a agentes policiales, y la llamada “Ley Sarah”, que amplía la detención a inmigrantes implicados en delitos que causan muerte o lesiones graves. La ley obliga a las autoridades migratorias federales (DHS/ICE) a detener de inmediato a no ciudadanos indocumentados acusados, arrestados, condenados o confesos de una lista de delitos específicos (como hurtos, robos con allanamiento, asaltos a la autoridad o crímenes que resulten en muerte o daño físico), manteniéndolos en custodia hasta su deportación.
También autoriza a los estados a demandar al gobierno federal por el incumplimiento de estos requisitos de detención
La Ley Laken Riley ha desatado controversia: defensores de derechos civiles la critican por violar garantías constitucionales y afectar desproporcionadamente a comunidades de inmigrantes, mientras que sus impulsores afirman que fortalece la seguridad pública. En lo legislativo, fue la primera ley aprobada por la nueva legislatura (119.º Congreso) de 2025, con apoyo bipartidista en el Capitolio.
El 29 de enero de 2025: El presidente Donald J. Trump firmó la Ley Laken Riley, convirtiéndola en la primera ley de su segundo mandato.

## Antecedentes
Laken Hope Riley era una estudiante de enfermería de 22 años de la Universidad de Georgia, en el campus de Athens, Georgia. El 22 de febrero de 2024, Riley fue hallada muerta tras salir a correr en el campus. José Antonio Ibarra, un inmigrante que había ingresado ilegalmente al país y tenía antecedentes de arrestos por robo y agresión, fue arrestado y posteriormente condenado por el asesinato. El caso generó amplia atención mediática y se convirtió en un punto álgido en el debate nacional sobre la inmigración y la seguridad pública.
La muerte de Riley generó gran atención mediática y política porque el agresor era inmigrante indocumentado y se encontraba bajo supervisión judicial migratoria tras su liberación. Legisladores conservadores acusaron al Gobierno federal de los Estados Unidos  de no hacer cumplir las leyes migratorias y de permitir que Ibarra permaneciera en libertad. La familia de Laken Riley y sus simpatizantes exigieron cambios legales para evitar que sucesos similares ocurran de nuevo. Así surgió el proyecto denominado “Laken Riley Act”, presentado por el diputado republicano Mike Collins (GA) el 1 de marzo de 2024 en la Cámara de Representantes. Collins afirmó que la ley honraría la memoria de Riley obligando a detener a inmigrantes violentos o sospechosos de delitos graves. A raíz del caso, el senador John Cornyn y otros legisladores impulsaron enmiendas adicionales para extender la detención a agresores de la autoridad y responsables de daños graves.

### José Antonio Ibarra: Biografía del Asesino de Laken Riley
- Nombre completo: José Antonio Ibarra[9]
- Edad al momento del crimen: 26 años
- Residencia en EE. UU.: Ingresó ilegalmente en septiembre de 2022 por la frontera sur cerca de El Paso, Texas. Posteriormente, fue liberado por autoridades federales y residió en un albergue para migrantes en Nueva York antes de trasladarse a Georgia, donde vivía con su hermano .[10]

#### Antecedentes Penales
Antes del asesinato de Laken Riley, Ibarra había sido arrestado en múltiples ocasiones:
- Septiembre de 2023: Arrestado en Nueva York por conducir una scooter sin licencia y con un menor sin casco.

- Octubre de 2023: Detenido en Georgia junto a su hermano por posesión de mercancía robada de un Walmart.

- Diciembre de 2023: Se emitió una orden de arresto por no comparecer en una audiencia relacionada con un caso de hurto .

A pesar de estos antecedentes, no fue detenido por las autoridades migratorias debido a fallos en la coordinación entre agencias.

#### El Crimen
El 22 de febrero de 2024, Laken Riley, estudiante de enfermería de 22 años, salió a correr por los senderos del campus de la Universidad de Georgia. Durante su recorrido, fue atacada por Ibarra, quien intentó agredirla sexualmente. Al resistirse, Riley fue golpeada repetidamente con una roca, causándole traumatismo craneal y asfixia. Su cuerpo fue encontrado parcialmente cubierto con hojas en un área boscosa cercana. 

#### Juicio y Condena
Ibarra fue arrestado poco después del crimen. Durante el juicio, se presentaron pruebas forenses que incluían:
- ADN de Ibarra bajo las uñas de Riley.

- Huella dactilar de Ibarra en el teléfono de la víctima.

- Ropa con sangre de Riley encontrada en un contenedor de reciclaje cercano a la residencia de Ibarra .

El juicio se llevó a cabo sin jurado, y el 20 de noviembre de 2024, el juez H. Patrick Haggard lo declaró culpable de todos los cargos, incluyendo asesinato con malicia, secuestro con lesiones corporales, agresión agravada con intención de violación y ocultamiento de la muerte de otra persona. Fue condenado a cadena perpetua sin posibilidad de libertad condicional.
Tras ser declarado culpable el 20 de noviembre de 2024 por múltiples cargos, incluyendo asesinato con malicia, secuestro y agresión agravada con intención de violación, Ibarra fue sentenciado a cadena perpetua sin posibilidad de libertad condicional . Fue trasladado desde la Corte Superior del Condado de Clarke para comenzar a cumplir su condena en una prisión estatal de Georgia, aunque las autoridades no han especificado cuál.
Cabe destacar que Ibarra ha solicitado un nuevo juicio, argumentando que el veredicto fue "contrario a la ley" y "contrario a las pruebas" . Hasta que se resuelva esta moción, permanecerá bajo custodia del Departamento de Correcciones de Georgia.

## Contenido de la Ley
La Ley Laken Riley modifica la sección 236(c) de la Ley de Inmigración y Nacionalidad para ampliar la categoría de inmigrantes indocumentados sujetos a detención obligatoria sin posibilidad de fianza. En su formulación básica, la norma exige que el Departamento de Seguridad Nacional (DHS), a través de Servicio de Control de Inmigración y Aduanas, ponga bajo custodia a cualquier no ciudadano (alien) indocumentado que:
- Sea inadmisible en EE. UU. (por haber entrado sin autorización o con documentación falsa), y
- Haya sido acusado, arrestado, condenado o haya confesado haber cometido alguno de los siguientes delitos:
- Hurto o robo menor (incluyendo hurtos en tiendas), burglary (robo con allanamiento), o larceny (latrocinio)
- Asalto contra un agente del orden público (oficial de policía o similar)
- Cualquier delito que provoque muerte o lesiones corporales graves a otra persona (por ejemplo, homicidio, lesiones graves o conducción bajo los efectos del alcohol con resultado mortal)[1][2]

Estas categorías de delitos son las que originalmente incluía el proyecto de ley. El texto exige que Servicio de Control de Inmigración y Aduanas  detenga a estos inmigrantes inmediatamente después de su detención criminal, manteniéndolos bajo custodia hasta su deportación o expulsión
En la práctica, esto significa que el detenido no tiene derecho a una fianza ni a una audiencia de fianza ("no-bond hearing") antes de ser trasladado a procedimientos migratorios de deportación. Grupos de derechos civiles destacan que la LRA impone “detención obligatoria –sin acceso a fianza ni audiencia de liberación, sin mecanismo de liberación previo a la deportación”, lo que equivale a encarcelamiento automático para los acusados antes de cualquier condena. Además de detallar estos delitos, la ley establece un mecanismo para que los estados puedan demandar al gobierno federal si consideran que no está cumpliendo la obligación de detención. En concreto, la Ley Laken Riley concede a los fiscales estatales o a los propios estados “la autoridad para entablar acciones civiles” contra agencias federales que incumplan los requisitos de detención o no ejecuten la deportación de los inmigrantes citados
Este cambio faculta a los estados opositores a las políticas migratorias del gobierno federal a exigir judicialmente su aplicación rigurosa, en lo que críticos califican como una injerencia estatal inusual en el control migratorio federal. En resumen, el contenido clave de la Ley Laken Riley es:
Detención obligatoria ampliada: ICE debe detener sin fianza a inmigrantes ilegales sospechosos de delitos mencionados (robo, asalto a policía, homicidio o daños graves)
- Ámbito de aplicación: Se aplica a personas que no han sido admitidas legalmente al país (inadmisibles) y enfrentan cargos o admiten haber cometido esos delitos[2]

- Duración de la detención: Los detenidos permanecen en custodia “hasta que sean removidos de los Estados Unidos”[1]

, es decir, hasta su expulsión, sin posibilidad de liberación bajo fianza.
- Demandas estatales: Los estados pueden demandar al DHS si este “viola los requisitos de detención y expulsión” establecidos en la ley

La nueva sección 236(c)(1)(E) de la INA, agregada por la Ley Laken Riley, queda redactada para incluir explícitamente estos delitos enumerados, en línea con el texto del proyecto. Así, por primera vez migrantes acusados (o que admiten) de hurtos u otros delitos menos graves quedarían automáticamente bajo custodia migratoria, ampliando el alcance histórico de la detención obligatoria en la ley migratoria.

### Enmiendas (Cornyn y “Ley Sarah”)
Durante el trámite legislativo en el Senado se introdujeron dos enmiendas importantes que ampliaron los efectos de la ley original:

#### Enmienda Cornyn
Propuesta por el senador John Cornyn (R-TX), agrega como delito sujeto a detención obligatoria el asalto a un miembro del orden público. Según la prensa del Senado, la enmienda exige que ICE “detenga a inmigrantes ilegales que agredan a un agente de la ley”
Así, además de los hurtos ya previstos, cualquier indocumentado acusado o condenado por atacar a la policía o agentes federales queda bajo detención automática. La enmienda se basó en preocupaciones por la seguridad de oficiales de policía y fue respaldada por Cornyn como “parte de esta histórica ley” al momento de la firma.

#### “Ley Sarah” (Enmienda Ernst)
Promovida por la senadora Joni Ernst (R-IA) en honor a Sarah Root (una joven asesinada en 2016), esta enmienda exige la detención obligatoria de inmigrantes ilegales que sean acusados o condenados de causar muerte o lesiones graves a otra persona. En palabras de Ernst y otros legisladores, el propósito era cerrar el “vacío legal” que dejó libre al presunto asesino de Sarah Root tras cometer una imprudencia al volante. La introducción del proyecto de la “Ley Sarah” declaró que se ampliaría la detención migratoria a los casos de muerte o lesiones corporales serias
En el texto final de la LRA (como enmienda aceptada), se incluyó precisamente ese criterio: los indocumentados acusados de homicidio, lesiones graves, o delitos similares (como manejar en estado de ebriedad causando muerte) quedan sujetos a detención sin fianza.
Además, esta enmienda agrega que cuando ICE detiene a uno de estos inmigrantes, debe “hacer esfuerzos razonables para identificar a las víctimas e informar a sus familias” sobre el proceso, según comunicación del senador Bill Cassidy.
En conjunto, ambas enmiendas aumentaron el alcance de la LRA más allá de los hurtos iniciales: la Enmienda Cornyn extendió la detención obligatoria a agresores de policías y la llamada Ley Sarah la aplicó a quienes cometen o causan muerte/daño físico grave.
Estas modificaciones fueron incorporadas al texto final que aprobó el Senado. Por tanto, el alcance definitivo de la Ley Laken Riley quedó definiendo como sujetos a custodia automática los indocumentados acusados de robo, hurto, latrocinio, asalto a autoridad o cualquier crimen con resultado de muerte o lesiones graves.

#### Criterios para la detención obligatoria
Los criterios incluyen:
1. Arresto por delitos de violencia (asalto, violación, homicidio, violencia doméstica).
2. Arresto por hurto reiterado, incluso si es considerado menor.
3. Presencia ilegal en el país sin registro ni proceso migratorio en curso.

## Proceso Legislativo
La iniciativa siguió un camino bipartidista, con etapas en ambas cámaras del Congreso:
1. 118.ª Legislatura (2023-2024): El proyecto original se presentó en la Cámara de Representantes el 1 de marzo de 2024 como H.R.7511 (Patrocinador: Rep. Mike Collins, R-GA). En marzo de 2024 fue la primera legislación votada en la cámara, aprobándose el 7 de marzo por 251 votos a favor contra 170 en contra. Todos los representantes republicanos votaron a favor, junto con 37 demócratas, mientras que la mayoría demócrata se opuso. Después de ese éxito, el proyecto se estancó en el Senado, controlado por demócratas en ese entonces, y no avanzó antes del fin del periodo legislativo.
2. 119.ª Legislatura (2025-2026): La ley se reintrodujo al inicio de la nueva sesión. El 3 de enero de 2025 se presentó de nuevo en la Cámara como H.R.29 (también auspiciada por Collins) y en el Senado como S.5 (presentado por la senadora Katie Britt, R-AL). El 7 de enero, H.R.29 fue aprobado por la Cámara con 264 a favor y 159 en contra. En esta votación todos los republicanos votaron afirmativamente y se sumaron 48 demócratas. Se destacó que siete demócratas que habían votado en contra en 2024 cambiaron su postura a favor en este nuevo voto. El 8 de enero, la mayoría del Senado (liderada por el senador John Thune) impulsó el debate sobre S.5. El senado limitó el debate (vía “cloture”) con amplio margen (84-9) y luego continuó su consideración durante varios días de discusión. El 13 de enero, el Senado superó el umbral de 60 votos (61 a 35) para avanzar el proyecto. Finalmente, el 20 de enero de 2025 el Senado aprobó el texto modificado de S.5 por 64 votos a favor y 35 en contra, con 12 demócratas uniéndose a todos los republicanos. Ese mismo día de la votación final, el Senado ya había añadido las enmiendas mencionadas: la Enmienda Cornyn (detención de agresores de policía) y la Enmienda Ernst/Ley Sarah (detención por muerte/daños graves). El 22 de enero la Cámara de Representantes concordó con el texto del Senado —sin alterarlo— mediante otra votación, en la que 46 demócratas acompañaron a todos los republicanos. Finalmente, el 29 de enero de 2025 el Presidente de Estados Unidos promulgó la ley. (Aunque los comunicados de prensa citados mencionan erróneamente al “Presidente Trump” firmando la ley el 29 de enero, en la práctica fue el presidente en ejercicio quien la autorizó en esa fecha.)En resumen, el proceso legislativo culminó con la aprobación bipartidista del texto en ambas cámaras. La Ley Laken Riley fue la primera sancionada del 119.º Congreso, con amplio apoyo republicano y significativo respaldo demócrata en las votaciones finales.

## Argumentos a favor y en contra

### Argumentos a favor
1. Mejora la seguridad pública al evitar que inmigrantes indocumentados con historial delictivo sean liberados.
2. Cierra vacíos legales entre autoridades locales y federales.[18]
3. Disuade la migración ilegal de personas con intenciones criminales.[1]
4. Honra la memoria de víctimas y responde al clamor social por justicia.[19]
5. Otorga a los estados capacidad para demandar al gobierno federal por inacción migratoria.[20]
6. Apoyo Bipartidista y Respuesta a las Demandas Ciudadanas.[21]

### Argumentos en contra
1. Viola el debido proceso al permitir detención sin condena.[22]
2. Podría llevar a detención injustificada de menores y separación familiar. [23]
3. Estigmatiza a comunidades inmigrantes y puede usarse con fines políticos. [24]
4. Genera sobrecarga de recursos judiciales y carcelarios. [25]
5. Expertos y organizaciones de derechos humanos denuncian inconstitucionalidad y discriminación. [26]
6. Desviación de Recursos y Efectividad Limitada de las agencias federales hacia la detención de individuos por delitos menores, como el hurto en tiendas, en lugar de enfocarse en amenazas reales a la seguridad pública.[27]

### Organizaciones a favor y en contra de la Legislacion
La Federación para la Reforma de la Inmigración Estadounidense y la Asociación de Ciudadanos Estadounidenses Maduros apoyaron el proyecto de ley.  La madre de Laken Riley, Allyson Phillips, expresó su agradecimiento por la aprobación de la ley.
El Consejo Estadounidense de Inmigración, la Unión Estadounidense por las Libertades Civiles (ACLU), el Centro de Derechos Constitucionales, la Liga de Mujeres Votantes, el Fondo de Defensa Legal y Educación de la NAACP, el Consejo Judío de Asuntos Públicos, la Asociación Nacional de Educación, la Organización Nacional de Mujeres, el Centro Legal para la Pobreza del Sur, los Trabajadores Siderúrgicos Unidos, la Iglesia Unida de Cristo, la Asociación Nacional de Trabajadores Sociales, el Consejo Nacional de Iglesias, la Coalición de Sindicalistas Negros, el Centro de Derecho y Política Social y la Conferencia de Liderazgo sobre Derechos Civiles y Humanos se opusieron al proyecto de ley.
Los críticos del proyecto de ley expresaron su preocupación por el hecho de que exigiera la deportación de inmigrantes indocumentados acusados, en lugar de condenados, por un delito.

## Aplicación actual
Desde su entrada en vigor, la Ley Laken Riley ha sido utilizada para justificar la detención de miles de inmigrantes indocumentados arrestados por delitos menores en estados como Texas, Florida y Georgia. Organizaciones de derechos civiles han presentado impugnaciones judiciales, pero hasta el momento la ley permanece activa y es aplicada por ICE y las agencias estatales que han firmado acuerdos de colaboración.

## Fechas clave de aprobación y promulgación
- 7 de enero de 2025: La Cámara de Representantes aprobó la Ley Laken Riley (H.R. 29) con una votación de 264 a 159, incluyendo el apoyo de 48 demócratas.[35][36]
- 20 de enero de 2025: El Senado aprobó la versión enmendada de la ley (S.5) con una votación de 64 a 35, con 12 demócratas uniéndose a todos los republicanos.[37]
- 22 de enero de 2025: La Cámara de Representantes aprobó la versión enmendada del Senado, completando el proceso legislativo.[38]
- 29 de enero de 2025: El presidente Donald J. Trump firmó la Ley Laken Riley, convirtiéndola en la primera ley de su segundo mandato.[4][5][6][39]

## Enlaces Externos
- Laken Riley Act o Ley Laken Riley es enrolled (PDF/details) en la Publicación gubernamental
- Esta obra contiene una traducción  derivada de «Laken Riley Act» de Wikipedia en inglés, publicada por sus editores bajo la Licencia de documentación libre de GNU y la Licencia Creative Commons Atribución-CompartirIgual 4.0 Internacional.